# Kamenice (Klučenice)
Kamenice je malá vesnice, část obce Klučenice v okrese Příbram ve Středočeském kraji. Nachází se asi jeden kilometr jihozápadně od Klučenic. Vesnicí protéká Klučenický potok. Je zde evidováno 17 adres. V roce 2011 zde trvale žilo sedm obyvatel.
Kamenice leží v katastrálním území Klučenice o výměře 12,15 km².

## Historie
První písemná zmínka o vesnici pochází z roku 1394.

## Obyvatelstvo
| Rok            | 1869 | 1880 | 1890 | 1900 | 1910 | 1921 | 1930 | 1950 | 1961 | 1970 | 1980 | 1991 | 2001 | 2011 | 2021 |
| -------------- | ---- | ---- | ---- | ---- | ---- | ---- | ---- | ---- | ---- | ---- | ---- | ---- | ---- | ---- | ---- |
| Počet obyvatel | 133  | 110  | 96   | 80   | 68   | 73   | 75   | 36   | 23   | 14   | 8    | 3    | 1    | 7    | 8    |
| Počet domů     | 16   | 17   | 16   | 14   | 15   | 15   | 15   | 16   | 16   | 9    | 5    | 8    | 11   | 12   | 15   |

## Galerie

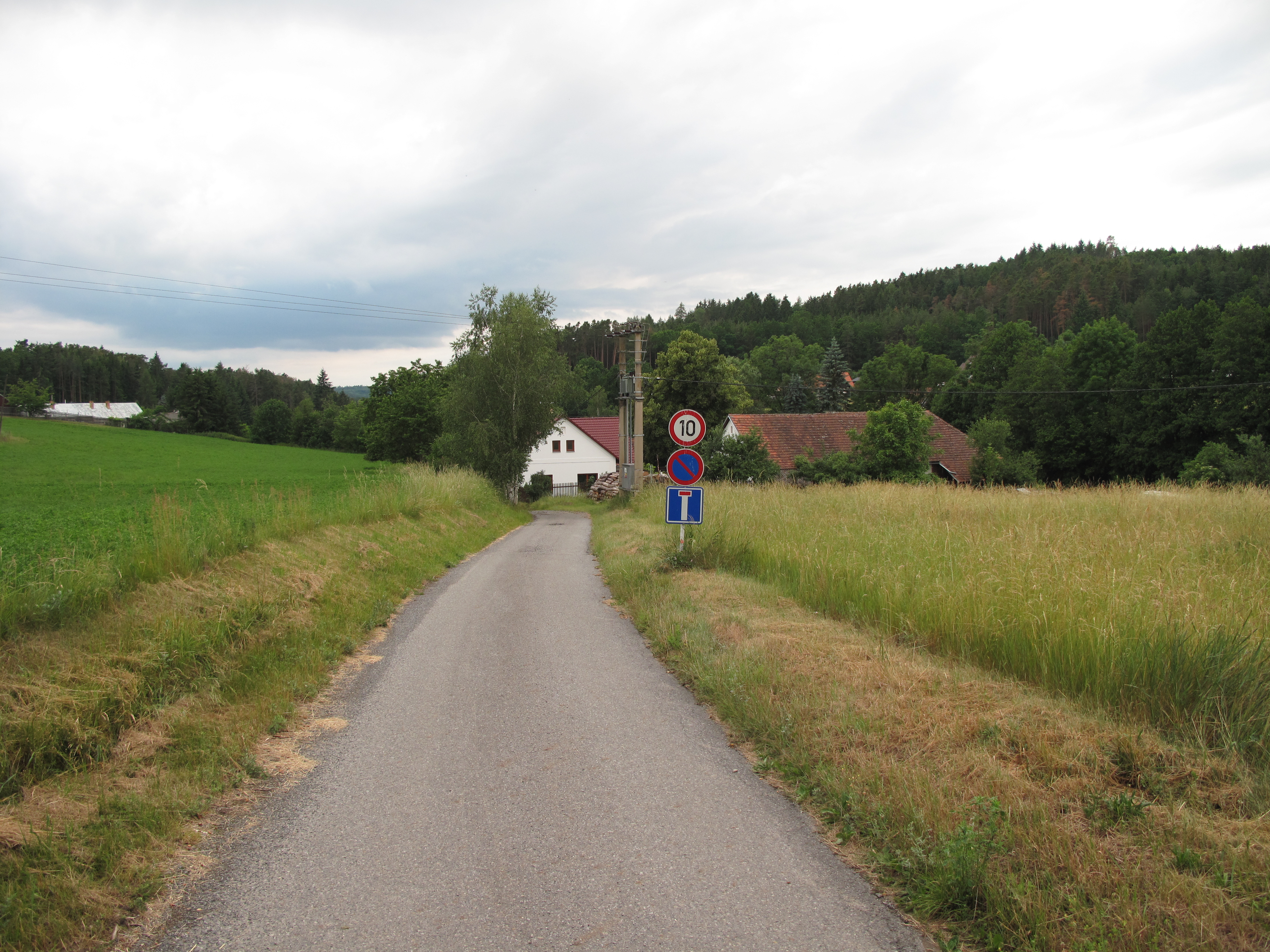
Cesta do vsi
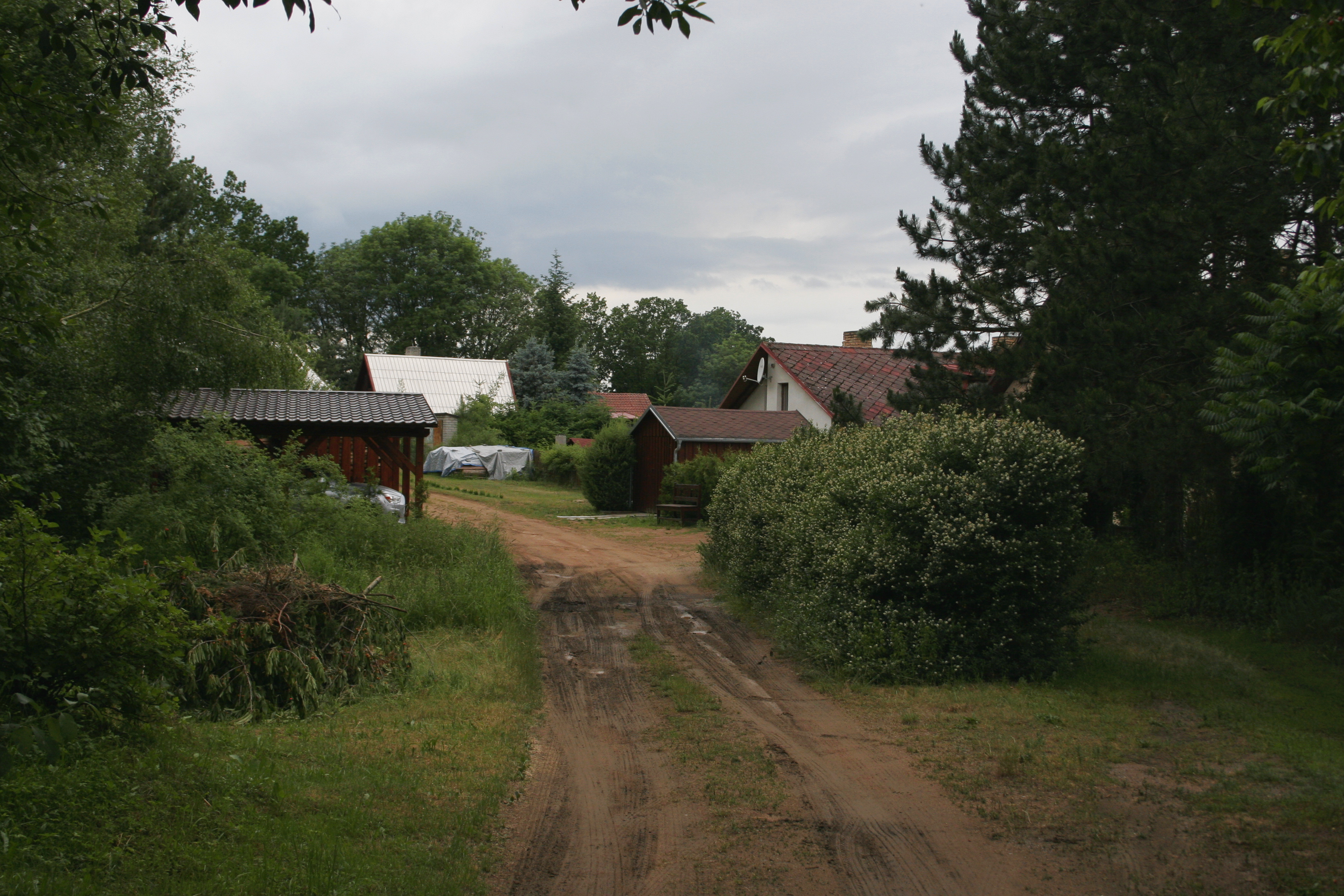
Chaty
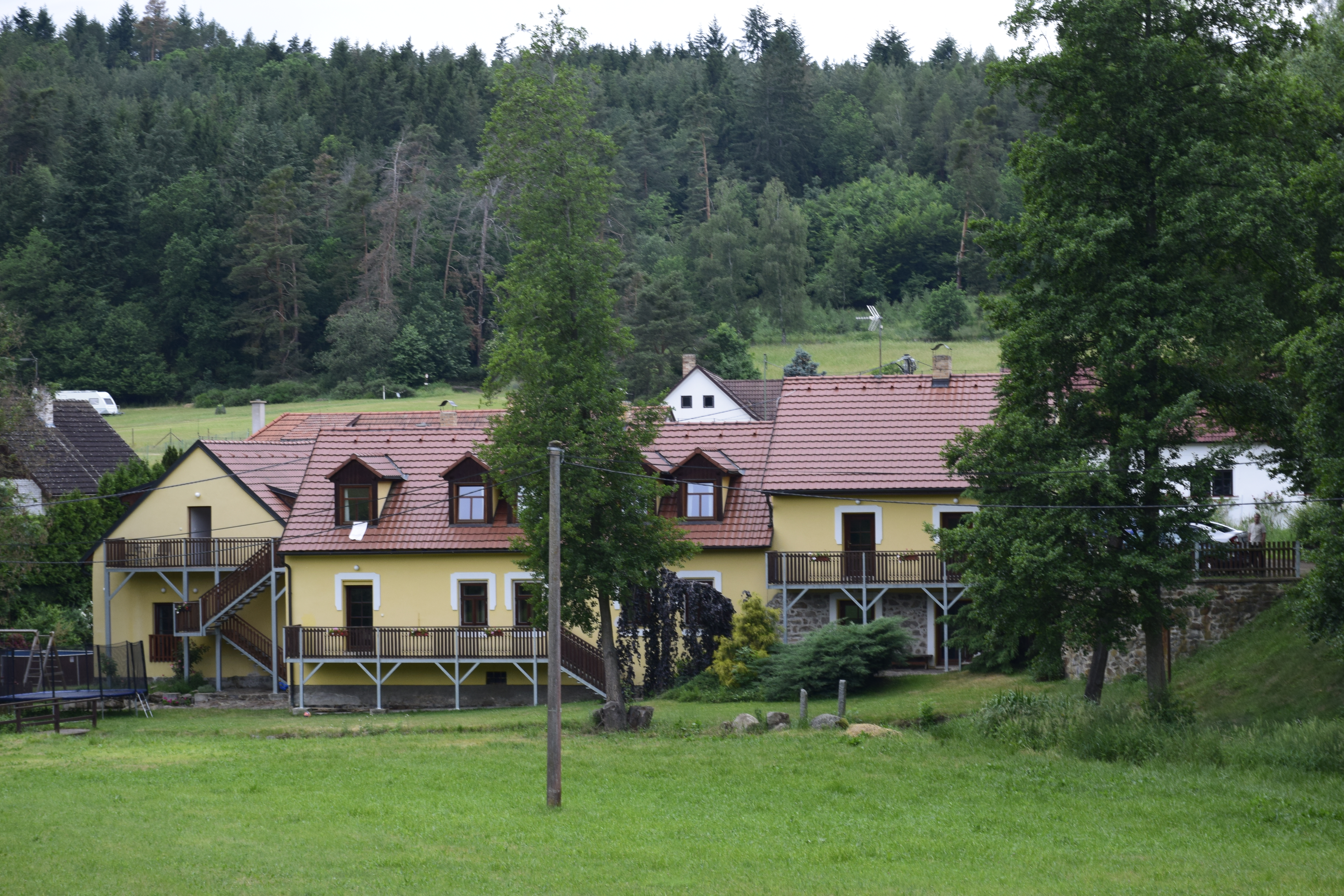
Penzion